# Arthrite-encéphalite caprine
Pour les articles homonymes, voir AEC.
L’arthrite-encéphalite caprine ou AEC (dite maladie des « gros genoux ») est une maladie contagieuse des caprins proche du visna-maëdi du mouton, due à un Lentivirus de la famille des Retroviridae, non transmissible à l'homme. Très répandue et d’évolution lente, elle se manifeste par une atteinte articulaire , mammaire, ou pulmonaire. Elle peut entraîner, chez les sujets jeunes, une paralysie progressive.

## Épidémiologie
L’arthrite encéphalite caprine à virus est répandue sur toute la planète et sa prévalence peut dépasser 50% dans certains pays.  Elle est classée comme danger sanitaire de 2e catégorie et fait partie des maladies à notifier à l’OIE.
Le virus responsable, baptisé CAEV, est un virus à ARN à enveloppe, faiblement résistant dans le milieu extérieur, classé dans le genre Lentivirus de la famille des Retroviridae. Comme tous les rétrovirus, il intègre, sous forme d’ADN proviral, le génome cellulaire des cellules infectées. Il est proche du virus du visna-maëdi, avec lequel il forme le groupe des « lentivirus des petits ruminants » (SRLV, pour « small ruminant lentiviruses »). Il présente un tropisme pour les cellules de la lignée monocyte/macrophage (sang, moelle osseuse, tissus lymphoïdes). La maladie résulte de l'inflammation chronique des tissus cibles (articulations, mamelles, poumons, centres nerveux).
Le virus étant présent chez les caprins malades et chez les sujets infectés latents, l’infection d'un cheptel commence souvent par l’introduction d’un animal infecté. Elle s'installe ensuite lentement et à bas bruit chez les reproductrices, qui la transmettent à leur progéniture lors de la tétée. La période entourant la mise-bas est favorable à la transmission. Les femelles se contaminent fréquemment à la machine à traire. La transmission par voie respiratoire peut être significative dans les élevages confinés. La transmission verticale (in utero) semble marginale. La transmission indirecte (aiguilles souillées) est possible.

## Clinique
Les signes cliniques étant souvent discrets, il importe de recourir au laboratoire pour effectuer un dépistage ou lever une suspicion (histologie, sérologie ou PCR). 
L’appétit des animaux étant conservé et la fièvre absente, l'infection doit être suspectée dans un cheptel présentant une chute de la production lactée et une dégradation de l’état général des animaux, associée à des cas ponctuels de polyarthrite, de mammite ou de pneumonie interstitielle chronique, survenant chez les adultes. Des cas de paralysie progressive chez les jeunes, plus rares, doivent également attirer l'attention. 
Après une incubation allant de quelques mois à plusieurs années, la maladie s'exprime sous plusieurs formes : articulaire, mammaire, pulmonaire ou nerveuse :
- la forme articulaire (maladie des « gros genoux ») est la plus fréquente, rencontrée chez les adultes de plus de 1 à 2 ans. Caractérisée par une polyarthrite chronique, souvent douloureuse[5], elle provoque des boiteries ;
- la forme mammaire est souvent asymptomatique, l'expression clinique survenant généralement autour de la mise-bas[6]. Le pis est dur (« pis de bois »), la production lactée est réduite ;
- la forme pulmonaire survient chez des sujets déjà touchés par une des formes précédentes. Elle se manifeste par une insuffisance respiratoire chronique avec dyspnée à l'effort. À l’autopsie, on observe des poumons hypertrophiés, à consistance caoutchouteuse et des nœuds lymphatiques médiastinaux hypertrophiés[7] ;
- la forme nerveuse touche les chevreaux de 2 à 6 mois, sous forme d'une paralysie postérieure ascendante à décours fatal en quelques jours à quelques semaines[8].

## Prévention et traitement
Il n’existe ni vaccin, ni traitement contre la maladie. L'éleveur dont le cheptel est indemne ne peut compter que sur des mesures drastiques de prévention sanitaire pour éviter l'introduction de la maladie dans son exploitation (quarantaine, surveillance sérologique périodique du cheptel).
Si le cheptel est infecté, l'éleveur peut procéder à un assainissement progressif, du moins quand le pourcentage initial de sujets atteints n'est pas trop élevé :  contrôle des introductions, dépistages sérologiques réguliers, séparation des chevreaux de leur mère dès la naissance, hygiène générale, organisation de la traite, désinfection du matériel, constitution d’un troupeau de renouvellement indemne totalement séparé des animaux infectés et élimination progressive des animaux infectés.